# 静岡県立ふじのくに中学校

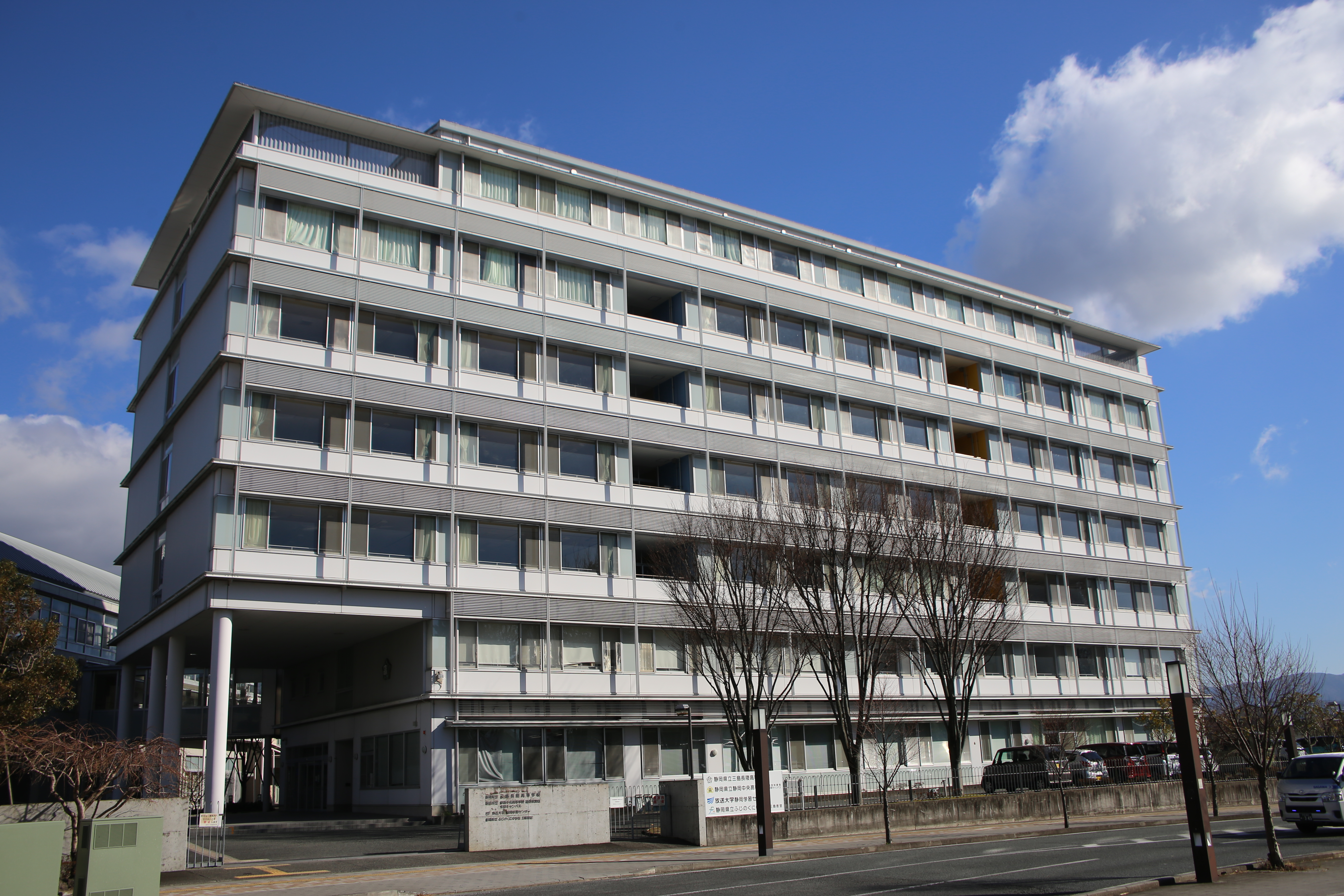
三島教室が入居する建物

静岡県立ふじのくに中学校（しずおかけんりつふじのくにちゅうがっこう）は、静岡県磐田市に本校を置く県立中学校である。また、三島市に三島教室も設置している。

## 概要
静岡県初の夜間中学校であり、都道府県立校としては、全国で3校目である。事前の潜在的ニーズの調査の結果、入学希望者は静岡県内広域に渡っていることにより、静岡県が設置者となった(静岡県教育委員会 2021, p. 9)。「磐田本校」と「三島教室」を置くことにより、静岡県広域のニーズに対応するほか、同じ教育方針の下で相互に連携した教育の実施を目指している(静岡県教育委員会 2021, p. 10)。

## 沿革

### 略歴
2021年11月、教育機会確保法に基づき、静岡県立夜間中学（ナイト・スクール・プログラム）基本計画が策定され、県立で夜間中学を設置することを公表した。2022年、設置に関する条例が改正され、2023年4月開校した。

### 年表
- 2021年（令和3年）11月 - 静岡県立夜間中学（ナイト・スクール・プログラム）基本計画が策定される。
- 2022年（令和4年）3月 - 静岡県立学校設置条例の一部改正により「静岡県立ふじのくに中学校」の設置が決まる[4]
- 2023年（令和5年）4月 - 静岡県立ふじのくに中学校開校

（学校概要より）

## 教育目標
「学ぶ喜び」の実感
- 自分の目標に向かって学ぶ喜び
- 各教科等における「主体的・対話的で深い学び」による学習を通して、必要な資質・能力を身に付ける喜び
- 他の生徒と協力しながら自らの学校生活を充実させる喜び
- 地域の人・もの・ことを通して、自らの人間関係を広げる喜び

## 入学対象者
入学年の4月1日時点で静岡県内に住所を置く15歳以上の者のうち
- 日本や海外において9年間の普通教育を修了していない、あるいは実質的に受けられないまま中学校を卒業した人
- 外国籍の者の場合、在留カード所持者で在留資格が留学ではない者

(静岡県教育委員会 2021, p. 9)

## 通学区域
- 静岡県全域

## 住所

### 磐田本校
〒438-0078
静岡県磐田市中泉1-6-16「天平のまち」3階

### 三島教室
〒411-0033
静岡県三島市文教町1-3-93 「静岡県立三島長陵高等学校」6階

## 交通
- 磐田本校
  - JR東海 東海道本線磐田駅北口より徒歩5分
- 三島教室
  - JR東海 東海道本線三島駅北口より徒歩5分
  - 伊豆箱根鉄道 駿豆線三島駅より徒歩15分